# Тонја Хардинг
Тонја Максин Хардинг (12.11. 1970) је бивша америчка уметничка клизачица, пензионисани боксер и телевизијска личност. Пореклом из Портланда, Орегон, Тоњу је одгајала првенствено мајка, која ју је уписала на часове клизања када је имала четири године. Већи део свог детињства проводила је на тренингу. Касније одустаје од средње школе да би се посветила спорту. Након што се пласирала на америчко првенство у уметничком клизању између 1986. и 1989. године, Хардинг је победила на такмичењу ”Скејт Америка” 1989. године. Била је шампионка САД 1991. и 1994. године пре него што јој је одузета титула из 1994. и сребрна медаља 1991. године. Године 1991. постала је прва Американка која је успешно извела троструки аксел и друга жена која је то урадила у историји (након Мидори Ито). Успркос детињства проведеног у нестабилној породици, као и астме (коју је погоршало пушење), постала је врхунска уметничка клизачица.
Њен бивши супруг Џеф је у току Зимских олимпијских игара 1994. учествовао у нападу на Тоњину америчку супарницу Ненси Кериган. Обе су се такмичиле на Зимским олимпијским играма у фебруару 1994. године, где је Кериган освојила сребрну медаљу, а Хардинг осмо место. Хардинг прихвата споразум о признању кривице 16. марта 1994. у којем се изјаснила кривом за заверу да омета кривично гоњење. Због умешаности у напад, доживотно јој је забрањено да клиза 30. јуна 1994. године.
Почетком 2000-их, Тонја се такмичила и као професионални боксер. Њен живот био је тема многих филмова, документараца, књига и академских студија. У 2014. години два телевизијска документарна филма о њеном животу и клизачкој каријери (Ненси и Тонја i The Gold of Gold) емитована су у року од два месеца један за другим и тако надахнули Стивена Роџерса да напише биографски филм Ја, Тоња, објављен 2017. са Марго Роби у главној улози. 

## Детињство и младост
Тонја Маџине Хардинг рођена је 12. новембра 1970. у Портланду као ћерка ЛаВоне Голден (рођена 1940) и Алберта Хардинга (1933–2009). Одрасла је у источном Портланду и почела је да клиза када је имала три године, тренирајући са тренером Дијаном Равлинсон. Отац се бавио разним пословима, као што су послови са некретнинама, вожња камиона и рад у продавници мамаца; међутим, био је често био незапослен због лошег здравља. Како би издржавала породицу, њена мајка је радила као конобарица и ручно шила ћеркине костиме јер нису могли да их приуштите. Родитељи јој се разводе након 19 година брака 1987. године, када је имала 16 година.
Тонја признаје да је била жртва силовања познаника 1991. године и да ју је њен полубрат злостављао када је била дете. Хардинг је 1986. године позвала полицију након што ју је Дависон сексуално малтретирао. Ухапшен је и провео је кратко време у затвору. Тоњини родитељи су негирали Дависоново понашање и рекли јој је да не подноси кривичне пријаве против њега. Дависон је погинуо у аутомобилској несрећи 1988. године. Током једног интервјуа,рекла је да је Дависон једина особа у њеном животу недостојна опроштења и „једина особа коју је икада мрзела“. 

## Клизачка каријера
Средином осамдесетих почела је да се пробија на такмичењима. На америчком првенству у уметничком клизању 1986. била је шеста, 1987. и 1988. пета, а 1989. године трећа. Потом је победила на такмичењу ”Скејт Америка” 1989. године. Хардинг је била изузетна клизачица. Међутим, боловала је од грипа и астме. У фебруару 1990. године је на америчком првенству са другог места завршила на седмом. 
Тонја се пробија 1991. године успешним извођењем свог првог троструког Аксела на америчком првенству 16. фебруара и тиме постаје прва Американка која је извела овај скок. На светском првенству у марту 1991. године, међународном догађају, поново је извела троструки Аксел. Хардинг је освојила друго место, и била испред Ненси Кериган. На такмичењу ”Скејт Америка” у септембру 1991. године Хардинг је прва у још три достигнућа: прва жена која је у кратком програму извела троструки Акел; прва жена која је успешно извела два трострука Аксела у једном такмичењу; прва особа која је извела троструки Аксел у комбинацији (са двоструком петљом).
Упркос рекордним достигнућима, након 1991. године Тонја више никада није могла да успешно изведе троструки Аксел; њени резултати су почели да опадају. На америчком првенству у уметничком клизању у јануару 1992. године освојила је треће место упркос уганућу зглоба током тренинга, а на фебруарским Зимским олимпијским играма 1992. године успела је да освоји четврто место. У марту исте године, Хардинг се пласирала на шесто место на Светском првенству 1992. године. У сезони 1993. године је клизала лоше на америчком првенству и није успела да се квалификује за тим Светског првенства.
Јануара 1994. Хардинг је освојила америчко првенство, али јој је касније одузета титула. Дисциплинско веће изгласало је уклањање титуле у јуну 1994. године, након истраге напада на Ненси Кериган. У фебруару 1994. јој је било дозвољено да остане члан америчког олимпијског клизачког тима. После проблема са клизаљком у дугом програму, судије су јој дозволиле да поново клиза и завршила је на осмом месту, иза Оксане Баиул (злато) и Ненси Кериган (сребро). Упркос забрани, касније се такмичила на професионалном нивоу, пласиравши се на друго место ЕСПН првенства у клизању 1999. године. 

## Приватни живот
Тонја је започела везу са 17-годишњим Џефом Гилолијем у септембру 1986. године, када је имала 15 година. Венчали су се 18. марта 1990. године, када је имала 19, а он 22 године. Развели су се 28. августа 1993. године. Признала је да је током брака трпела психичко и физичко злостављање.
Хардинг се потом удала за Мајкла Смита 1995. године; развели су се 1996. године.
У јуну 2010. се удаје за 42-годишњег Џозефа Прајса када је имала 39 година. Родила је сина по имену Гордон 19. фебруара 2011. године.
Хардинг је у емисији Елен 26. фебруара 2018. изјавила да је и даље активна у клизању и тренира три пута недељно. 
Живот, каријера и улога ове жене у нападу 1994. године широко су помињани у популарној култури, укључујући и примарни говор кампање 2008. године од стране председника 
Барака Обаме. У 2014. години Мет Харкинс и Вивиана Олен створили су музеј Ненси Кериган и Тоње Хардинг у свом стану у Бруклину, прикупљајући и архивирајући податке о њима. Чланак из Вог-а напоменуо је да је Хардинг током година развила ”култ који следи”.